# Eggenberg
Eggenberg je značka českého piva vyráběná českokrumlovským Pivovarem Eggenberg.

## Historie
V roce 1560 byl v předhradí postaven pivovar, ke kterému později regent Jakub Krčín přivedl velmi kvalitní, nezávadnou vodu, kterou používá pivovar k výrobě svých výrobků dodnes. 7. září 1991 byl pivovar zprivatizován, František Mrázek v dražbě nabídl 75 milionů Kčs. Samotný název pivovaru je odvozen od šlechtického rodu Eggenbergů, jemuž Český Krumlov v 17. století sloužil jako hlavní rezidenční město. Pivovar používá na svých etiketách a dalších materiálech také erb tohoto šlechtického rodu.

## Druhy piva značky Eggenberg
- Světlé výčepní Kristián (3,7 % vol.)
- Světlý výčepní Eggenberg (4,0 % vol.)
- Světlý ležák Petr Vok (4,5 % vol.)
- Světlý ležák Eggenberg (5,0 % vol.)
- Tmavý ležák Eggenberg (4,2 % vol.)
- Světlé nealkoholické Eggenberg (0,49 % vol.)
- Vánoční ležák Eggenberg (5,2 % vol.)
- Velikonoční ležák Eggenberg (5,2 % vol.)
- Světlé výčepní dia Eggenberg (3,9 % vol.)- výroba byla ukončena v roce 2012
- Nakouřený Švihák (5,2 % vol.)

## Druhy limonád značky Eggenberg
Kromě piva vyrábí pivovar Eggenberg také několik druhů limonády
- Krumlovský pramen
- Sodová voda
- Oranž Linie
- Citron Linie
- Tonic Linie
- Cola Linie
- Malina

## Pivní pálenka značky Eggenberg
Pivní pálenka je v podstatě obilný destilát s 42 % alkoholu, která se vyrábí zhruba z deseti litrů několikastupňového piva.
- Pivní pálenka Eggenberg

## Zajímavosti
Veškeré pivní tácky pivovaru Eggenberg
Lahve pivovaru: Pivovar Eggenberg v současné době používá klasické lahve typu NRW a to pouze na nealkoholické pivo(srpen 2013). Ostatní piva jsou od března 2010 stáčena do hnědé vratné lahve typu České pivo. V poslední době se objevují odlehčené typy této lahve, které se označují jako lahve OW. Ty jsou využívány převážně na export. Některé druhy piv jsou rovněž stáčeny do nevratných 0,33l hnědých lahví. Světlý ležák, tmavý ležák a světlé výčepní pivo je stáčeno i do plechovek o obsahu 0,5l. Pivovar nestáčí žádný druh piva do PET lahví.